# Hermann Kant
Pour les articles homonymes, voir Kant (homonymie).
Hermann Kant, né le 14 juin 1926 à Hambourg et mort le 14 août 2016 à Neustrelitz, est un écrivain allemand.

## Biographie
Hermann Kant, fils d’un jardinier, passe son enfance à Hambourg où il est né. En 1940, la famille déménage à Parchim. C'est dans cette ville qu'il acquiert une formation d’électricien en 1944. La même année, il est appelé comme soldat et fait prisonnier en Pologne. Il est mis en prison, puis amené dans un camp de travail à Varsovie. Dans ce camp, il participe à la création du « Comité antifa ».
De retour en 1949, il choisit de vivre en République démocratique allemande (RDA) et s’inscrit au Parti socialiste unifié d'Allemagne (SED). Il passe son baccalauréat en 1952 à Greifswald et étudie la littérature allemande à Université Humboldt de Berlin. À la fin de ses études, en 1956, il travaille comme assistant scientifique à l'institut de germanistique.
À partir de 1957, il est rédacteur à la revue étudiante Tua res, puis au journal Neue Deutsche Literatur et devient en 1959 membre de l’Association des écrivains de la RDA et l'année suivante, collaborateur indépendant de cette association.
Il commence sa carrière d'écrivain avec la publication du recueil de nouvelles Ein bisschen Südsee en 1962. Il reçoit en 1963 le Prix Heinrich Heine et le Prix de littérature du FDGB.
En 1964, il devient membre du PEN-Zentrum Ost und West, et siège à son présidium de 1967 à 1982.
En 1965 paraît Die Aula qui le rend célèbre aussi bien en RDA qu'en RFA.
Entre 1969 et 1991, il est membre de l’Académie des arts.
Vice-président de l'Association des écrivains depuis 1969, il succède à Anna Seghers à la fonction de président de cet organisme en 1978, fonction qu'il exerce jusqu'en 1989. Pendant sa présidence, de nombreux écrivains de la RDA ont perdu leur nationalité. Plusieurs écrivains de renom sont exclus de l'Association en 1979 en partie à son instigation.
Entre 1974 et 1979, il est membre de la direction du SED pour le district de Berlin, représentant à la Chambre du Peuple de 1981 à 1990 et membre du Comité central du SED entre 1986 et 1989.
Après la réunification, il porte plainte contre des écrivains et des journaux qui le soupçonnent d'avoir été un agent du Stasi et obtient gain de cause, faute de preuves.
En 1991, Hermann Kant démissionne du PEN-Zentrum Ost et, en 1992, de l'Académie des arts.
Il continue à publier des ouvrages : son autobiographie Abspann (1991), le roman Komoran (1994). Okarina, paru en 2002, appartient au genre du roman d'apprentissage et comporte une large part d'autobiographie avec le personnage central, un jeune soldat allemand de la Wehrmacht, qui est gagné aux idées antifascistes.

## Œuvres
- Ein bisschen Südsee, 1962 (Un parfum de mer exotique[6])
- Die Aula, Rütten & Loening, 1965 (L'Amphithéâtre, Paris, Gallimard, 1970)
- Das Impressum, 1972 (Label d'imprimerie[6])
- Eine Übertretung, 1975
- Der Aufenthalt, 1977 (Le Séjour[6])
- Der dritte Nagel, 1981 (Parfois les brötchen croquent sous la dent, Autrement, Collection Litteratures, 2009[7])  (ISBN 2746712997)
- Zu den Unterlagen, 1957-1980
- Bronzezeit, 1986 (Âge de bronze[6])
- Die Summe, 1987 (La Somme[6])
- Abspann, 1991
- Kormoran, 1994
- Escape, Ein WORD-Spiel, 1995
- Okarina, 2002
- Kino, 2005
- Die Sache und die Sachen, 2007
- Kennung, 2010

## Adaptations cinématographiques
- 1983 : Le Séjour (Der Aufenthalt) de Frank Beyer

## Ré&compenses et distinctions
- 1962 : Prix Heinrich Heine du ministère de la Culture de la RDA
- 1963 : Prix de littérature du FDGB
- 1967 : Prix Heinrich Mann
- 1973 : Prix national de la République démocratique allemande
- 1976 : Ordre du mérite patriotique, en argent
- 1978 : Héros du travail
- 1980 : Docteur honoris causa de l'Université de Greifswald
- 1983 : Prix national de la RDA classe I pour l'art et la littérature
- 1986 : Ordre du mérite patriotique, en or
- 1986 : Ordre de l'Amitié des peuples
- 1987 : Prix Goethe de la Ville de Berlin